# Kirche Hl. Sava (Gornje Brijanje)
Koordinaten: 43° 5′ 37,2″ N, 21° 47′ 52,1″ O
Die Kirche Hl. Sava (serbisch: Црква Светог Саве, Crkva Svetog Save), im zur Opština Bojnik gehörenden Dorf Gornje Brijanje, ist eine serbisch-orthodoxe Kirche im südöstlichen Serbien.
Das 1897 erbaute Gotteshaus ist dem serbischen Nationalheiligen, dem Hl. Sava von Serbien geweiht. Sie ist die Pfarrkirche der Pfarrei Gornje Brijanje im Dekanat Jablanica der Eparchie Niš der Serbisch-Orthodoxen Kirche.

## Lage
Die Kirche steht auf einer kleineren runden Anhöhe auf 232 m über dem Meer, im südöstlichen Teil des Dorfes Gornje Brijanje an der Straße, Ulica Svetog Save. Das Kirchengebäude ist umgeben von einer Wiese und einigen Bäumen. Rings um die Anhöhe stehen Häuser.
Umgeben wird die Kirche vom teilweise eingezäunten Kirchhof mit einem Eingangsportal, indem neben der Kirche auch das Pfarrhaus mit Nebenobjekten steht. Unweit westlich der Kirche befindet sich der Dorffriedhof.

## Geschichte
Während der osmanischen Herrschaft lebten in Gornje Brijanje mehrere serbische Familien, die keine eigene Kirche hatten und bis zur Befreiung im Jahr 1878 vom Pfarrpriester der Kirche in Pečenjevac betreut wurden. Nach der Befreiung von den Osmanen wurde dieser Ort von Serben aus verschiedenen Teilen Serbiens besiedelt. Sie kamen hauptsächlich aus der Gegend um Vlasotince, Crna Trava, der Grdelica-Schlucht und dem Vranje-Tal.
1880 wurde vor dem Bau der Kirche die Pfarrei gegründet, die die Dörfer Gornje Brijanje, Donje Brijanje, Međa, Kosančić, Stubla, Gornji Drenovac, Donji Drenovac und Obilić umfasst. Zum ersten Pfarrpriester wurde der aus der Gegend um Vranje stammende Priester Stevan Popović ernannt, der nach seiner Ankunft in der neu gegründeten Pfarrei die Initiative zum Bau der Kirche startete.
Mit den freiwilligen Beiträgen und der Unterstützung der Pfarrmitglieder wurde die Kirche unmittelbar nach der Befreiung der südlichen Gebiete Serbiens im Jahr 1897 auf einem Grundstück (Teil eines Feldes und eines Grundstücks) erbaut, dass der Kirche von Toma Cakić aus Gornje Brijanje gespendet wurde. Durch den Einsatz von Priester Popović wurde auch der Kirchenkonak erbaut.
Am 8. September 1897 wurde die Kirche vom damaligen Bischof der Eparchie Niš, Inokentije, feierlich eingeweiht. Dieses Ereignis ist auf einer im Kircheninneren angebrachten Tafel verewigt worden.
Da das Dorfgebiet sehr fruchtbar ist, wuchs das Dorf rasch an und es entstand der Bedarf nach einem weiteren Priester. Das Dorf wurde geteilt, und es entstanden zwei Pfarreien nämlich: Die erste Pfarrei wurde von Stevan Popović betreut mit den Dörfern: Gornje Brijanje, Stubla, Kosančić und Obilić. Die zweite Pfarrei wurde von Pfarrer Vladimir Stojković, gebürtig aus Gornje Brijanje, betreut und umfasste die Dörfer: Donje Brijanje, Međa, Gornji Drenovac und Donji Drenovac.
1965 wurde im Kirchenkonak Strom installiert. 1967 wurde begonnen, Materialien für den Bau eines neuen Kirchenkonaks zu sammeln. Dank des Engagements der Pfarrmitglieder und des damaligen Pfarrpriesters Stanislav Stojilković, wurde 1970 ein neues Pfarrhaus gebaut. Der Kirchenvorstand wurde mit der Belobigung des Bischofs ausgezeichnet. Der alte Konak und die Kirche wurden 1973 renoviert. Ein Nebengebäude wurde 1977 errichtet.
Anlässlich des hundertjährigen Jubiläums der Kirche im Jahr 1997 wurde ein Komitee zur Renovierung der Kirche gebildet. Der Vorstand bestand aus je zwei Mitgliedern aus jedem Dorf der Pfarrei. Vorsitzender des Komitees zur Renovierung der Kirche war Tomislav Mladenović. In diesem Jahr wurde die Fassade der Kirche erneuert und das Dach renoviert.
Durch die Spende von Zoran Borivoje Stevanović aus Kosančić, wurde 2002 das Kirchendach vollständig saniert. Die Kirche wurde im Jahr 2008 grundlegend renoviert, die Holztreppe im Kirchturm wurde durch eine Betontreppe ersetzt. Das Kircheninnere wurde renoviert, der Boden neu gefliest. Die Außenfassade wurde renoviert. Im Eingangsbereich der Kirche wurden neue Fenster und Türen eingebaut. Es wurden 4 Scheinwerfer installiert, die zur Beleuchtung der Kirche bei Nacht dienen. Auch die Außenfassade des Konaks wurde erneuert. Das Eingangsportal zum Kirchenhof mit einem Kreuz wurde 2009 erbaut. Auch 2021 wurde das Pfarrhaus renoviert.

### Pfarrpriester der Kirche
Erster Pfarrpriester war Stevan Popović von 1880 bis zu seinem Tod 1935. Vladimir Stojković war bis 1940 der zweite Pfarrpriester der Kirche. Von 1935 bis 1940 diente Borivoje Hadži Tančić in der Pfarrei. Von 1940 bis 1943 während des Zweiten Weltkriegs war der junge Priester Radomir Konstantinović hier tätig. Von 1943 bis 1945 war die Pfarrei ohne Priester.
Ab 1945 bis 1960 amtierte hier der Priester Ćirilo Đeštaković. Von 1961 bis 1998 war Stanislav Stojilković in der Kirche tätig. Ab September 1998 war Nikola Mitrović der Pfarrpriester. Seit August 2021 hat der Priester Nemanja Mladenović die Pfarrei übernommen. Die Pfarrei war zuvor einige Jahre ohne Priester geblieben.

## Architektur
Das einschiffige Kirchengebäude ist in einer modernen Adaption des serbisch-byzantinischen Stils mit einer kleinen Altar-Apsis im Osten und einem Narthex mitsamt großen Kirchturm, der mit rechteckigen Fenstern geziert wird (die durch Holz geschützt sind), im Westen erbaut worden.
Der Hauptkircheneingang befindet sich an der Westfassade der Kirche. Über dem Haupteingang befinden sich drei runde Fresken. In der mittleren ist der hl. Sava abgebildet. Zu seinen linken ist die berühmte Freske des Beli Anđeo abgebildet. Während rechts eine Freske die Allerheiligste Gottesmutter Maria mit dem Jesuskind darstellt. Ein Nebeneingang befindet sich an der Südseite.
Die Kirche besitzt zwei Kirchenkreuze. Eines auf der Rundkuppel des Kirchturmes und das andere am Ostende des Naos.
Im Kircheninneren ist die Kirche in Weiß gestrichen. Lediglich das Gewölbe ist mit einem Sternenfirmament bemalt. Im Inneren seht die hölzerne Ikonostase mitsamt Ikonen. Auch an den Kirchenwänden hängen viele Ikonen verschiedener Heiliger.